# Min Yong-tae
Min Yong-tae (en hangeul : 민용태), né le 1er janvier 1943  à Hwasun dans la province de Jeolla du Sud, est un poète, critique, et professeur sud-coréen connu pour son engagement en faveur des cultures hispaniques. 

## Biographie
Min Yong-tae est né le 1er janvier 1943 à Hwasun dans la province de Jeolla du Sud. Il est titulaire d'un doctorat en langue et littérature espagnoles de l'université complutense de Madrid. De 1979 à 1986, il enseigne à l'université des langues étrangères à Séoul. Depuis 1987, il enseigne à l'université de Corée l'espagnol et la littérature latine au département des études hispaniques dont il devient le vice-président en 2005. Depuis 2009, il est membre permanent de l'Académie de la culture hispanique à Séoul. 
Il a notamment écrit des essais sur Miguel de Cervantes et Federico García Lorca. Il a traduit en coréen les travaux de César Vallejo, Vicente Aleixandre, Pablo Neruda et Octavio Paz.